# Семуково
 Семуково — деревня в Усть-Вымском районе Республики Коми в составе сельского поселения  Кожмудор. 

## География
Расположена на левобережье Вычегды на расстоянии примерно 7 км по прямой от районного центра села Айкино на восток-юго-восток.  

## История
Известна с 1719 года. Ранее упоминалась как деревня Керес. В 1873 году отмечалась как село Семуково-Кераское. В 1995 году насчитывалось 163 жителя.

## Достопримечательности
Каменная церковь Николая Чудотворца 1900 года постройки (снова действует с 2017 года).

## Инфраструктура
Турбаза «Незабудка».

## Население
Постоянное население  составляло 114 человек (коми 91%) в 2002 году, 97 в 2010 .